# Phaneropora galatheae
Phaneropora galatheae är en armfotingsart som beskrevs av Zezina 1981. Phaneropora galatheae ingår i släktet Phaneropora och familjen Platidiidae. Inga underarter finns listade i Catalogue of Life.